# بلاد ما بين النهرين الأرمنية
كانت بلاد ما بين النهرين الأرمنية منطقة في شمال بلاد ما بين النهرين كان يسكنها جزئيًا الأرمن. لقد استولى ديكرانوس الثاني على شمال بلاد ما بين النهرين، كما كانت جزءً من مملكة أرمينيا من 401 قبل الميلاد إلى 387 ميلادي. وفي وقت لاحق أصبحت جزءً من الإمبراطورية الساسانية، والخلافة العربية، والدولة البويهية، وكونتية الرها، والسلالة التيمورية، وقراقويونلو، وآق قويونلو، والدولة الصفوية. وبعد معاهدة زهاب عام 1639، أصبحت جزءً من الدولة العثمانية (مع أن نادر شاه من السلالة الأفشارية الإيرانية قد استولى عليها لفترة وجيزة) وتركيا. ظل السكان الأرمن حتى عام 1915 عندما وقعت الإبادة الجماعية للأرمن.